# پروانه‌های واگرانتینی
پروانه‌های واگرانتینی (نام علمی: Vagrantini) نام یک تبار از زیرخانواده کشیده‌بالان است.